# Марко Милошевић (песник)
Марко Милошевић (Светозарево, 7. октобар 1981) српски је песник. Живи и ствара у Београду.

## Живот
Марко Милошевић је са деветнаест година из родне Јагодине дошао у Београд, где и данас живи и ствара. Са собом је како он каже "понео душу". Ожењен је Иваном и отац Петре и Николе.

## Каријера
Поезију је писао одувек, спорадично. Током прве најезде короне Милошевић је написао песму „Сад знаш“ коју је говорио Тарик Филиповић. Песма је убрзо постала хит у региону. Током 2020. године објавио је прву збирку песама Кроз живот душом. Следиле су потом још три збирке песама: Победа себе, Захвалан и Капут. Књиге су објављене под заједничким насловом Поезија живота које је промовисао на својим песничким вечерима у Београду, Сарајеву, Подгорици, Тивту, Никшићу, Бањалуци...
Аутор је из свог песничког полета конципирао два пројекта: један је поезија на филму, а други је хуманитарни у којем учествују глумци и јавне личности који његове стихове говоре на песничким вечерима. Сав приход од продаје књига и новац од улазница уплаћује се у хуманитарни фонд у граду у којем се одржава догађај. Његове стихове на песничким вечерима говоре: Горан Богдан, Борис Исаковић, Изудин Бајровић, Тихомир Станић, Бранимир Поповић, Гордан Кичић, Нела Михаиловић, Радоје Чупић, Вања Ејдус, Дубравка Дракић, Вања Милачић, Ивана Мрваљевић, Тарик Филиповић, Дино Бајровић, Горан Султановић, Ивана В. Јовановић...
Други пројекат јесте поезија на филму, поезија у „филмским сликама“. Снимио је први филм поезије на нашим просторима професионалном камером под насловом Победа себе. У филму поезије снимљено је двадесет шест глумаца, међу којима су и Александар Срећковић Кубура, Борис Пинговић, Бојан Кривокапић, Јована Стипић, Драгана Мићаловић, Ана Лечић... Маја 2021. године филм је претпремијерно приказан док је премијера је због короне била онлајн, а сав износ је био уплаћен у хуманитарне сврхе.
Марко Милошевић о свом писању каже:
| „ | Осећам потребу да својим стиховима проживим опет своју прошлост, преживим садашњост, дочекам будућност, останем кад сви тренутно живи оду. Осећам потребу да живим и туђе животе, драме, судбине. Да пријатељима дам, непријатељима подам. А људи са душом, глумци, уметници – ХВАЛА – остаћемо или нестати, заједно! | ” |